# Harsdorf (Landsberg)

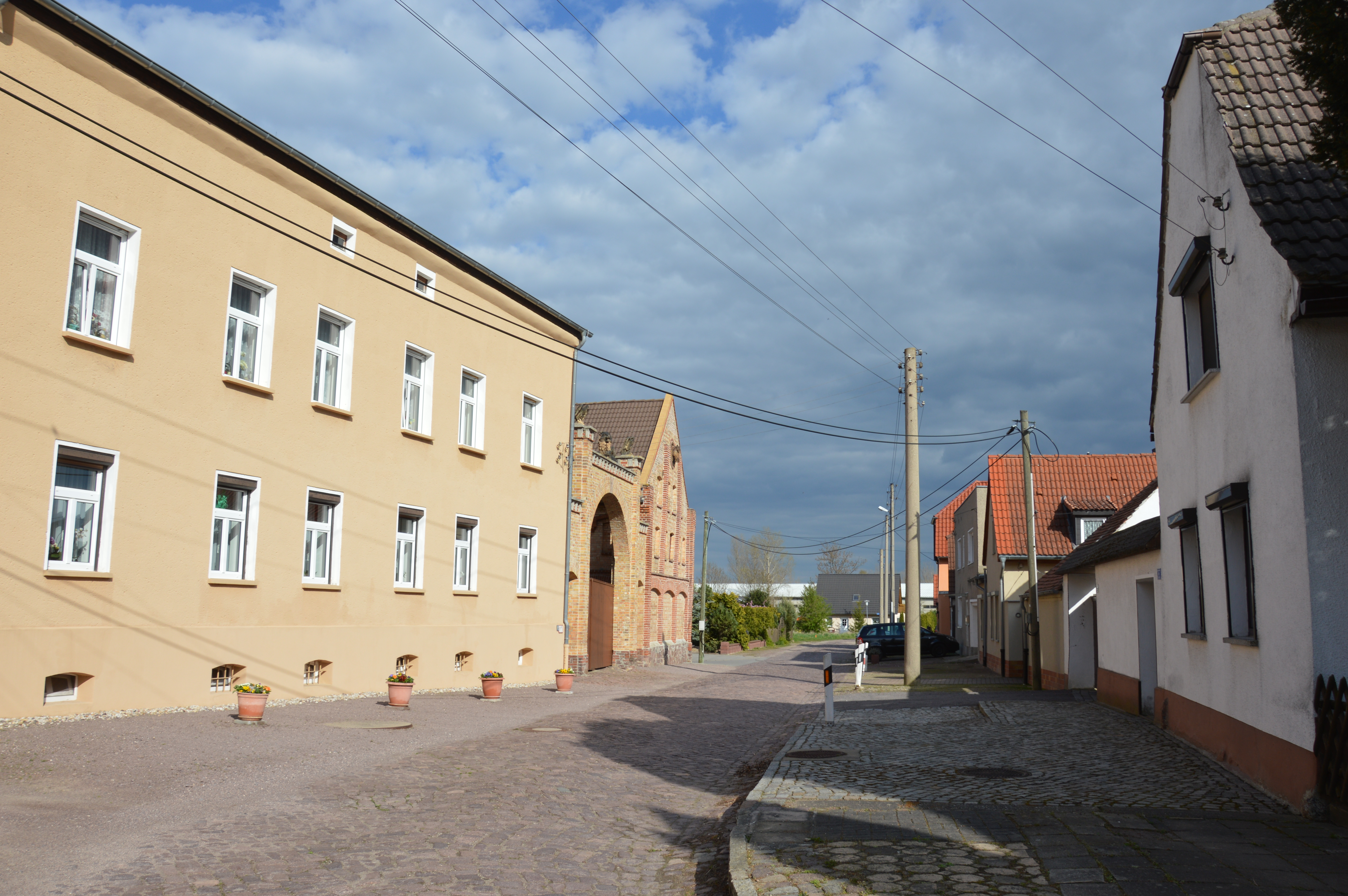
Blick auf den Harsdorfer Platz in Harsdorf

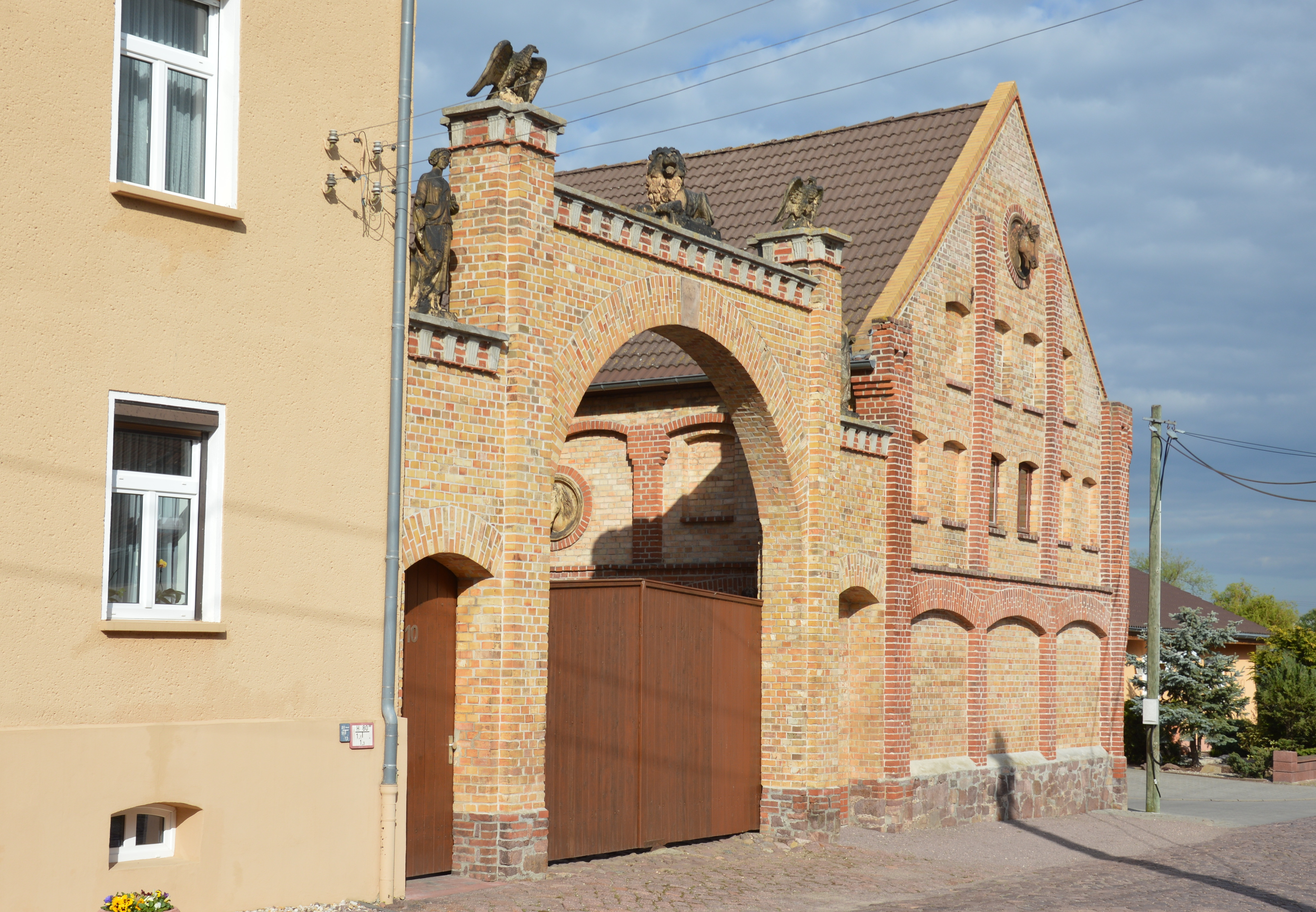
Denkmalgeschützte Toranlage und Stall Harsdorfer Platz 10

Harsdorf ist ein zum Ortsteil Oppin der Stadt Landsberg gehörendes Dorf in Sachsen-Anhalt.

## Lage
Der Ort liegt nur wenige 100 Meter südöstlich von Oppin. Weiter südlich liegen Ober- und Untermaschwitz. Nördlich des Dorfes verläuft die Riede. Westlich der Ortslage führt die Bundesautobahn 14 vorbei.

## Geschichte
Eine erste urkundliche Erwähnung ist aus dem Jahr 1371 als Hardingstorp überliefert. Bei einem Großbrand im Jahr 1689 brannte der gesamte Ort nieder. Am 13. Juli mussten die Bauern von Harsdorf mit vier Pferden für den französischen Kaiser Napoleon Vorspanndienste nach Halle (Saale) leisten. Bei einem erneuten Brand am 6. und 7. März 1827 brannte wiederum ganz Harsdorf nieder.
1921 wurde Harsdorf gemeinsam mit den Dörfern Oppin, Freiheit-Oppin, Inwenden und Pranitz zur Gemeinde Oppin vereinigt. Zum 1. Januar 2010 wurde Harsdorf als Teil Oppins in die Stadt Landsberg eingemeindet.

## Einrichtungen
Der Stall mitsamt Toranlage Harsdorfer Platz 10 ist im örtlichen Denkmalverzeichnis als Baudenkmal eingetragen.